# Sugishita Seiya
Seiya Sugishita (杉下 聖哉 Sugishita Seiya, sinh ngày 15 tháng 4 năm 1988) là một cầu thủ bóng đá người Nhật Bản thi đấu ở vị trí tiền đạo cho Rayong ở Thai League 2.

## Sự nghiệp

### Sporting Goa
Sugishita có màn ra mắt cho Sporting Clube de Goa ngày 18 tháng 11 năm 2012 trong trận đấu ở I-League trước United Sikkim F.C. tại Sân vận động Fatorda ở Goa, anh thi đấu đến phút thứ 93. Sporting Goa giành chiến thắng 2–1.

## Thống kê sự nghiệp

### Câu lạc bộ
Số liệu chính xác tính đến ngày 11 tháng 5 năm 2013
| Câu lạc bộ          | Mùa giải            | Giải vô địch | Giải vô địch | Cúp Federation | Cúp Federation | Cúp Durand | Cúp Durand | AFC     | AFC       | Tổng    | Tổng      |
| Câu lạc bộ          | Mùa giải            | Số trận      | Bàn thắng    | Số trận        | Bàn thắng      | Số trận    | Bàn thắng  | Số trận | Bàn thắng | Số trận | Bàn thắng |
| ------------------- | ------------------- | ------------ | ------------ | -------------- | -------------- | ---------- | ---------- | ------- | --------- | ------- | --------- |
| Sporting Goa        | 2012–13             | 18           | 4            | 0              | 0              | 0          | 0          | —       | —         | 18      | 4         |
| Tổng cộng sự nghiệp | Tổng cộng sự nghiệp | 18           | 4            | 0              | 0              | 0          | 0          | 0       | 0         | 18      | 4         |